# Lliga sèrbia de bàsquet
La lliga sèrbia de bàsquet és la principal competició de basquetbol disputada a Sèrbia. Es disputa des del 2006 després de la desaparició de la Lliga serbo-montenegrina de bàsquet.

## Historial
| Any     | Guanyador                               | Sèrie                                   | Finalista                               |
| ------- | --------------------------------------- | --------------------------------------- | --------------------------------------- |
| 2006-07 | KK Partizan                             | 3 - 1                                   | KK Estrella Roja                        |
| 2007-08 | KK Partizan                             | 3 - 1                                   | KK Hemofarm Vršac                       |
| 2008-09 | KK Partizan                             | 3 - 2                                   | KK Estrella Roja                        |
| 2009-10 | KK Partizan                             | 3 - 0                                   | KK Hemofarm Vršac                       |
| 2010-11 | KK Partizan                             | 3 - 0                                   | KK Hemofarm Vršac                       |
| 2011-12 | KK Partizan                             | 3 - 1                                   | KK Estrella Roja                        |
| 2012-13 | KK Partizan                             | 3 - 1                                   | KK Estrella Roja                        |
| 2013-14 | KK Partizan                             | 3 - 1                                   | KK Estrella Roja                        |
| 2014-15 | KK Estrella Roja                        | 3 - 0                                   | KK Partizan                             |
| 2015-16 | KK Estrella Roja                        | 3 - 1                                   | KK Partizan                             |
| 2016-17 | KK Estrella Roja                        | 3 - 0                                   | KK FMP Belgrad                          |
| 2017-18 | KK Estrella Roja                        | 3 - 0                                   | KK FMP Belgrad                          |
| 2018-19 | KK Estrella Roja                        | 3 - 1                                   | KK Partizan                             |
| 2019-20 | Cancel·lada per la pandèmia de COVID-19 | Cancel·lada per la pandèmia de COVID-19 | Cancel·lada per la pandèmia de COVID-19 |

## Palmarès
| Club              | Guanyador | Finalista |
| ----------------- | --------- | --------- |
| KK Partizan       | 8         | 3         |
| KK Estrella Roja  | 5         | 5         |
| KK Hemofarm Vršac | 0         | 3         |
| KK FMP Belgrad    | 0         | 2         |